# Flughafen Winnipeg

i7
i11
i13
Der Winnipeg James Armstrong Richardson International Airport (IATA-Code: YWG, ICAO-Code: CYWG) ist der internationale Flughafen der kanadischen Stadt Winnipeg. Auf dem Gelände befindet sich die Luftwaffenbasis CFB Winnipeg der Royal Canadian Air Force.
Der Flughafen ist ein Platz des National Airports Systems und befindet sich im Eigentum von Transport Canada. Betrieben wird er von der „Winnipeg Airports Authority“.  Da der Platz durch Nav Canada als Airport of Entry klassifiziert ist und dort Beamte der Canada Border Services Agency (CBSA) stationiert sind, ist hier eine Einreise aus dem Ausland zulässig.

## Geschichte

### Anfänge
Die Anfänge des Winnipeg James Armstrong Richardson International Airport gehen auf die 1920er Jahre zurück. Damals eröffnete der Winnipeg Flying Club, der lokale Flugverband in Winnipeg, in einer zweitägigen Zeremonie am 27. und 28. Mai 1928 einen Flugplatz an der Stelle des heutigen Winnipeg James Armstrong Richardson International Airport, der sich unweit von Winnipeg befindet. Der Flughafen trug zu Ehren des kanadischen Flugpioniers Fred J. Stevenson den Namen Stevenson Aerodrome.
Der Bau hatte politische Schritte im Voraus gehabt. Zum Anfang der zwanziger Jahre landeten Flugzeuge in der Region, hauptsächlich militärische sowie die von Fliegerklubs, auf nahezu ausstattungsfreien provisorischen Pisten. Die Regierung versuchte durch Anreize, zum Beispiel finanzielle, private Fliegervereinigungen zum Bau von Anlagen mit einer kleinen Ausstattung zu bewegen. Auf diese Weise entstanden etliche Flugfelder, auch der spätere Winnipeg James Armstrong Richardson International Airport.
Der Flughafen bestand zu dieser Zeit aus einer zeitgenössisch sehr einfachen Ausstattung. Neben der Start- und Landebahn fanden sich lediglich ein Hangar, der mit einer Breite von 3,70 Meter lediglich Flugzeuge mit eingefalteten Flügeln aufnehmen konnte und einer kleinen Hütte, wo sich die Verwaltung befand.
Jedoch kamen in nächster Zeit weitere Gebäude hinzu. So baute man nach dem offiziellen Betriebsstart ein Klubhaus für den Winnipeg Flying Club sowie Gebäude von privaten Fliegern und Geschäftsleuten. Im Jahr nach dem Start ging auch die Royal Canadian Air Force unter die Nutzer des Flugfeldes. Regelmäßige Zivilflüge fanden jedoch nicht vor 1930 statt.

### Beginn des Zivilluftverkehrs
Bereits 1930 wurde der Flughafen in den Flugplan einer Linienfluggesellschaft genommen. Die erste Fluggesellschaft vor Ort war Western Canadian Airways. Jedoch musste der Flughafen vorher der neuen Aufgabe gerecht werden. Deshalb baute die Western Canadian Airways einen neuen Hangar mit einem Tonnendach und einem Anbau, in dem sich die Passagiereinrichtungen und ein Büro befanden. Der Hangar ersetzte die bestehenden Gebäude. Western Canadian Airways flog ab dem Flughafen verschiedene Ziele in Kanada an, wobei Postsendungen und Passagiere transportiert wurden.
Die ersten internationalen Dienste erfolgten 1931 mit der Aufnahme in den Flugplan der damaligen Northwest Airways. Northwest Airways bediente ab dem 2. Februar dieses Jahres eine Linienverbindung nach Pembina im US-amerikanischen North Dakota.
Ein weiterer wichtiger Punkt in der Entwicklung war es, dass die zwischen 1936 und 1937 auf Willen der Regierung als hundertprozentige Tochtergesellschaft der Eisenbahngesellschaft Canadian National Railway gegründete nationale Fluggesellschaft Trans-Canada Air Lines, welcher später in Air Canada umbenannt wurde, Winnipeg als Hauptsitz wählte. Das Unternehmen brauchte seit seiner Gründung 1935 jedoch einige Jahre, um ihren Flugbetrieb voll aufzunehmen.
So erstreckte sich das Flughafenareal schon 1938 über eine Fläche von 325 Hektar, auf der sich insgesamt drei befestigte Start- und Landebahnen mit einer Länge von je 960 Metern und einer Breite von 45 Metern befanden. Auch hatte Trans-Canada Air Lines um 1938 und 1939 ihren Flugbetrieb voll aufgenommen.

### Zweiter Weltkrieg
Im Zweiten Weltkrieg wurde der Flughafen für militärische Zwecke genutzt. Die Royal Canadian Air Force baute dafür zunächst den Flughafen aus und es entstanden zahlreiche Gebäude sowie eine Basis für mehrere Hundert Militärflugzeuge. Dafür arbeiteten am Flughafen tausende Arbeiter. Die Luftwaffe unterhielt in Winnipeg während des Krieges unter anderem eine Pilotenschule und Wartungseinrichtungen. Um die vielen Flugbewegungen durchführen zu können, wurde ein modernes Flugsicherungssystem in Betrieb genommen.

### Nach dem Zweiten Weltkrieg
Im Jahr 1964 erhielt der Flughafen, 1958 bereits umbenannt in Winnipeg International Airport, ein neues Hauptterminal. Dieses Terminal wurde 1984 renoviert und 2011, nach dem Neubau eines neuen Terminals, geschlossen und abgerissen. Am 11. Dezember 2006 erhielt der Flughafen, durch Ergänzung des Namens, seinen heutigen Namen. Der Namenszusatz bezieht sich dabei auf den kanadischen Geschäftsmann und Pionier der kommerziellen Luftfahrt, James Armstrong Richardson.

## Fluggesellschaften und Ziele

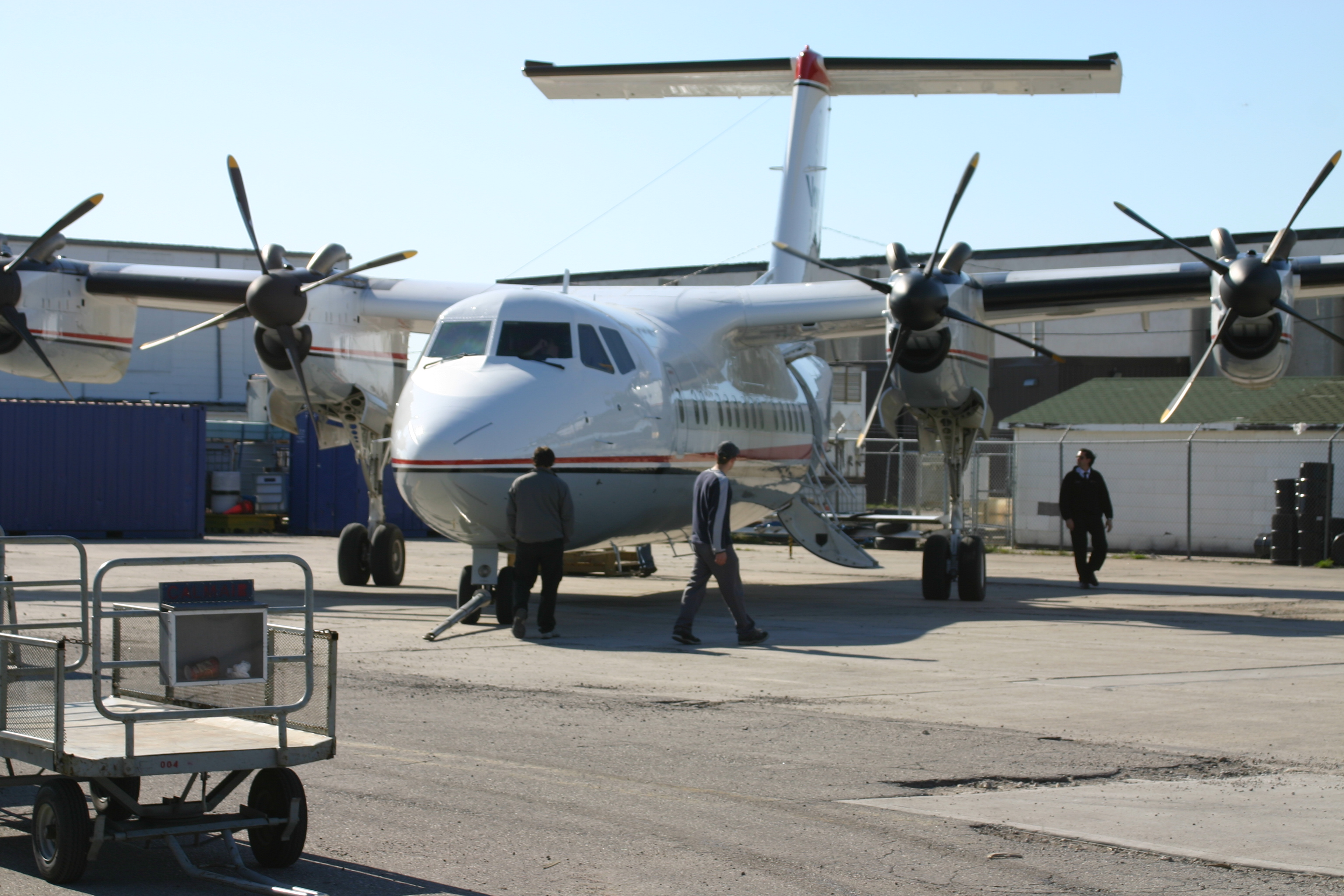
Eine DHC-7 der Voyager Airways

### Fracht
Der Frachtverkehr Winnipegs wird durch Beifracht in Personenflügen oder durch Nurfrachtflüge betrieben. Der Flughafen ist einer der wichtigsten Frachtflughäfen Kanadas und wird auch als Drehkreuz genutzt. Winnipegs Bedingungen sind vergleichsweise gut, da kein Nachtflugverbot die Flughafennutzung einschränkt. Darüber hinaus ist er sowohl zentral in Nordamerika als auch stadtnah gelegen und durch Straßen und Bahnstrecken verkehrstechnisch mit dem Umland gut verknüpft.
In den neunziger Jahren, damals spielte Luftfracht in Winnipeg noch eine kleine Rolle, versuchte eine Gesellschaft namens Winnport regelmäßigen Luftfrachtverkehr ab Winnipeg zu betreiben. Die am Flughafen ansässige Gesellschaft beflog hauptsächlich Inlandsstrecken sowie Routen nach China. Das Ziel war ursprünglich, Winnipeg zu einem Luftfrachtkreuz auszubauen. Man setzte von Kelowna Flightcraft und Evergreen International betriebene Frachtflugzeuge der Typen Boeing 747-200 und Boeing 727-200 ein. Das von Lynn Bishop geleitete Unternehmen musste jedoch kurz nach der Jahrtausendwende den Betrieb einstellen.
Nach der Jahrtausendwende setzte jedoch auch in Winnipeg der weltweite Luftfrachtboom ein. Wurden im Jahr 2000 noch 96.988 Tonnen in Winnipeg umgeschlagen, so waren es 2009 schon 159.371 Tonnen.
Der Flughafen dient heute der kanadischen Cargojet Airways als Basis, die ab hier Hamilton, Montreal, Vancouver, Calgary, Regina und Edmonton direkt und durch Anschlussverbindungen weitere kanadische und auch wenige internationale Ziele mit Nurfrachtern bedient.  Ihre Partner bieten ab den angeflogenen Flughäfen weitere Ziele in der ganzen Welt an. Cargojet Airways ist der größte Nutzer im Frachtbereich des Flughafens. Im Frachtbereich am Flughafen sind auch Kivalliq Air Air Canada, Purolator, FedEx, UPS, Volga-Dnepr Airlines, WestJet Airlines, Calm Air, Delta Airlines, Perimeter Airlines und Bearskin Airlines aktiv, wobei regelmäßige Nurfrachtdienste nur von den großen Paketfluggesellschaften wie FedEx durchgeführt werden. Die Regionalfluggesellschaften bieten ebenso wie einige größere Fluggesellschaften ausschließlich den Frachttransport im Laderaum ihrer Personenflugzeuge zu ihren regelmäßig bedienten Zielen an; einige der genannten Carrier kommen auch nur im Charter nach Winnipeg.

## Verkehrszahlen
| Jahr | Fluggastaufkommen | Fluggastaufkommen | Fluggastaufkommen | Luftfracht (Tonnen) | Flugbewegungen |
| Jahr | National          | International     | Gesamt            | Luftfracht (Tonnen) | Flugbewegungen |
| ---- | ----------------- | ----------------- | ----------------- | ------------------- | -------------- |
| 2018 | 3.812.530         | 671.718           | 4.484.249         |                     |                |
| 2018 | 3.847.209         | 637.134           | 4.484.343         | –                   | -              |
| 2017 | 3.690.760         | 614.984           | 4.305.744         | –                   | -              |
| 2016 | 3.402.480         | 612.720           | 4.015.200         | –                   | -              |
| 2015 | 3.155.537         | 622.498           | 3.778.035         | –                   | -              |
| 2014 | 3.013.998         | 655.799           | 3.669.797         | –                   | 111.340        |
| 2013 | 2.857.790         | 626.108           | 3.483.898         | 175.000             | 112.003        |
| 2012 | 2.924.015         | 614.160           | 3.538.175         | –                   | 115.730        |
| 2011 | 2.773.839         | 615.398           | 3.389.237         | –                   | 119.452        |
| 2010 | 2.742.453         | 627.521           | 3.369.974         | –                   | 117.435        |
| 2009 | 2.777.173         | 602.267           | 3.379.440         | –                   | 128.594        |
| 2008 | 2.964.702         | 605.331           | 3.570.033         | –                   | 144.068        |
| 2007 | 3.000.642         | 570.031           | 3.570.673         | –                   | 151.793        |
| 2006 | 2.861.325         | 525.213           | 3.386.538         | 153.604             | 144.641        |
| 2005 | 2.715.608         | 516.280           | 3.231.888         | 149.909             | 137.787        |
| 2004 | –                 | –                 | 3.030.905         | 141.482             | 140.403        |
| 2003 | –                 | –                 | 2.811.797         | 113.497             | 152.086        |
| 2002 | –                 | –                 | 2.675.335         | 100.837             | 155.912        |
| 2001 | –                 | –                 | 2.775.876         | 98.409              | 152.950        |
| 2000 | –                 | –                 | 2.837.342         | 96.988              | 156.029        |
| 1999 | –                 | –                 | –                 | –                   | 156.527        |
| 1998 | –                 | –                 | –                 | –                   | 150.085        |
| 1997 | –                 | –                 | 3.129.531         | –                   | 155.193        |
| 1996 | –                 | –                 | 2.830.044         | –                   | 155.065        |
| 1995 | –                 | –                 | 2.299.005         | –                   | 156.002        |
| 1994 | –                 | –                 | 2.146.890         | –                   | 154.868        |
| 1993 | –                 | –                 | 2.081.464         | –                   | -              |
| 1992 | –                 | –                 | 2.142.124         | –                   | -              |
| 1991 | –                 | –                 | 2.072.674         | –                   | -              |
| 1990 | –                 | –                 | 2.257.497         | –                   | -              |
| 1989 | –                 | –                 | 2.314.393         | –                   | -              |
| 1988 | –                 | –                 | 2.459.932         | –                   | -              |
| 1987 | –                 | –                 | 2.227.559         | –                   | -              |
| 1986 | –                 | –                 | 2.267.635         | –                   | -              |
| 1985 | –                 | –                 | 2.150.581         | –                   | -              |
| 1984 | –                 | –                 | 2.117.346         | –                   | -              |
| 1983 | –                 | –                 | 2.004.900         | –                   | -              |
| 1982 | –                 | –                 | 2.085.200         | –                   | -              |
| 1981 | –                 | –                 | 2.375.000         | –                   | -              |
| 1980 | –                 | –                 | 2.413.600         | –                   | -              |

## Zwischenfälle
Am oder in der näheren Umgebung des Flughafens kam es von 1945 bis Mai 2017 zu drei Totalverlusten von Verkehrs- oder Transportflugzeugen. Dabei kam ein Mensch ums Leben.
- Am 18. April 1952 verunglückte eine Douglas DC-3/C-47A der Royal Canadian Air Force (Luftfahrzeugkennzeichen KG416) am Flughafen Winnipeg. Die Maschine wurde zerstört. Über Personenschäden ist nichts bekannt.[23]

- Am 10. Februar 1990 kehrte eine Fairchild Swearingen Metro II der Perimeter Airlines (Kennzeichen C-FGEP) aufgrund mehrerer Warnanzeigen nach Winnipeg zurück. Ein Triebwerk wurde abgestellt. Beim Ausfahren des Fahrwerks fiel ein größerer Teil des linken Hauptfahrwerks zu Boden. Daraufhin kam es beim Aufsetzen zur Bruchlandung mit Totalschaden. Alle elf Passagiere und die beiden Piloten überlebten.[24]

- Am 6. Oktober 2005 stürzte eine Cessna 208B Super Cargomaster der FedEx (Kennzeichen C-FEXS) beim Versuch der Rückkehr zum Startflughafen Winnipeg ab und brannte aus. Die überladene Maschine war nach dem Start bei leichtem Schneefall in Vereisungsbedingungen gekommen und außer Kontrolle geraten. Die Pilotin, einzige Insassin, wurde getötet.[25]